# Ažbe Jug
Ažbe Jug (né le 3 mars 1992 à Maribor en Slovénie) est un joueur slovène de football qui évolue au poste de gardien de but.
Il joue actuellement avec le club slovène des NK Maribor.